# هوگند
هوگند، روستای کوچکی است از توابع دهستان رقه در بخش ارسک شهرستان بشرویه در استان خراسان جنوبی در شرق ایران.
این روستا در سال ۱۳۸۵، تعداد ۴۸ نفر جمعیت داشته‌است.

## آثار تاریخی
- قلعه هوگند
- امامزاده محمد بن اصغر هوگند